# Unterseeboot 641
L'Unterseeboot 641 ou U-641 est un sous-marin allemand (U-Boot) de type VIIC utilisé par la Kriegsmarine pendant la Seconde Guerre mondiale.
Le sous-marin est commandé le 20 janvier 1941 à Hambourg (Blohm & Voss) ; sa quille posée le 19 novembre 1941, il est lancé le 6 août 1942 et mis en service le 24 septembre 1942, sous le commandement de l'Oberleutnant zur See Horst Rendtel.
L'U-641 n'endommage ni ne coule aucun navire au cours des quatre patrouilles (208 jours en mer) qu'il accomplit.
Il coule d'un grenadage par la Royal Navy dans l'océan Atlantique en janvier 1944.

## Conception
Unterseeboot type VII, l'U-641 avait un déplacement de 769 tonnes en surface et 871 tonnes en plongée. Il avait une longueur totale de 67,10 m, un maître-bau de 6,20 m, une hauteur de 9,60 m et un tirant d'eau de 4,74 m. Le sous-marin était propulsé par deux hélices de 1,23 m, deux moteurs diesel Germaniawerft M6V 40/46 de 6 cylindres en ligne de 1400 cv à 470 tr/min, produisant un total de 2 060 à 2 350 kW en surface et de deux moteurs électriques BBC GG UB 720/8 de 375 cv à 295 tr/min, produisant un total 550 kW, en plongée. Le sous-marin avait une vitesse en surface de 17,7 nœuds (32,8 km/h) et une vitesse de 7,6 nœuds (14,1 km/h) en plongée. Immergé, il avait un rayon d'action de 80 milles marins (150 km) à 4 nœuds (7,4 km/h; 4,6 milles par heure) et pouvait atteindre une profondeur de 230 m. En surface son rayon d'action était de 8 500 milles nautiques (soit 15 700 km) à 10 nœuds (19 km/h). 
L'U-641 était équipé de cinq tubes lance-torpilles de 53,3 cm (quatre montés à l'avant et un à l'arrière) qui contenait quatorze torpilles. Il était équipé d'un canon de 8,8 cm SK C/35 (220 coups) et d'un canon antiaérien de 20 mm Flak. Il pouvait transporter 26 mines TMA ou 39 mines TMB. Son équipage comprenait 4 officiers et 40 à 56 sous-mariniers.

## Historique
Il passe sa phase d'entraînement à la 5. Unterseebootsflottille jusqu'au 28 février 1943 puis rejoint sa formation de combat dans la 7. Unterseebootsflottille.
L'U-641 quitte Kiel le 20 février 1943 pour sa première patrouille de guerre. Pendant tout son service, il navigue dans l'Atlantique Nord en participant à de nombreuses recherches de convois, sans succès.
Le 7 mars 1943 il est la cible d'une attaque de charges de profondeur au milieu de l'Atlantique à la position 57° 14′ N, 26° 30′ O, par un Boeing B-17 Flying Fortress britannique du No. 220 Squadron RAF (en). Cette attaque fut un temps reliée au naufrage de l'U-633 : il s'agissait de l'U-641 qui s'échappa indemne.
Le 4 juin 1943 à 21 h 30, l'U-641 est attaqué au sud-ouest des Açores par un Avenger américain de l'USS Bogue escortant le convoi GUS-7A. À son deuxième passage l'avion largue deux charges de profondeur, explosant à tribord. Dix minutes plus tard un deuxième Avenger du Bogue bombarde le submersible, qui se défend intensément avec sa DCA. Quatre charges de profondeur du deuxième Avenger explosent à proximité de l'U-Boot, causant des dommages mineurs. Le premier Avenger retourne au porte-avions d'escorte, touché au moteur. Un troisième Avenger approche de l'U-641, qui plonge et s'échappe.
Le 8 juillet 1943 à 17 h 45, à l'ouest du Portugal, un hydravion Catalina britannique du No. 210 Squadron RAF (en) largue six charges de profondeur sur l'U-641 dix secondes après sa mise en immersion. Il n'a aucun dommage. 
L'U-641 coule au 40e jours de sa quatrième patrouille, le 19 janvier 1944 dans l'Atlantique Nord à la position 50° 25′ N, 18° 49′ O, par des charges de profondeur lancées par la corvette britannique HMS Violet.
Les cinquante membres d'équipage meurent dans cette attaque.

## Affectations
- 5. Unterseebootsflottille du 24 septembre 1942 au 28 février 1943 (Période de formation).
- 7. Unterseebootsflottille du 1er mars 1943 au 19 janvier 1944 (Unité combattante).

## Commandement
- Kapitänleutnant Horst Rendtel du 24 septembre 1942 au 19 janvier 1944.

## Patrouilles
|       | Commandant           | Départ           | Départ      | Arrivée            | Arrivée     | Jours     | Succès |
| ----- | -------------------- | ---------------- | ----------- | ------------------ | ----------- | --------- | ------ |
| 1     | Kptlt. Horst Rendtel | 20 février 1943  | Kiel        | 12 avril 1943      | St. Nazaire | 52 jours  |        |
| 2     | Kptlt. Horst Rendtel | 9 mai 1943       | St. Nazaire | 16 juillet 1943    | St. Nazaire | 69 jours  |        |
| 3     | Kptlt. Horst Rendtel | 31 août 1943     | St. Nazaire | 1er septembre 1943 | St. Nazaire | 2 jours   |        |
|       | Kptlt. Horst Rendtel | 4 septembre 1943 | St. Nazaire | 18 octobre 1943    | St. Nazaire | 45 jours  |        |
| 4     | Kptlt. Horst Rendtel | 11 décembre 1943 | St. Nazaire | 19 janvier 1944    | Coulé       | 40 jours  |        |
| Total | Total                | Total            | Total       | Total              | Total       | 208 jours | 0 t    |

Notes : Kptlt. = Kapitänleutnant

### OpérationsWolfpack
L'U-641 opéra avec les Rudeltaktik (meute de loups) durant sa carrière opérationnelle.
- Neuland (4-6 mars 1943)
- Ostmark (6-11 mars 1943)
- Stürmer (11-20 mars 1943)
- Seewolf (21-30 mars 1943)
- Mosel (19-24 mai 1943)
- Trutz (1er-16 juin 1943)
- Trutz 2 (16-29 juin 1943)
- Geier 1 (30 juin – 14 juillet 1943)
- Leuthen (15-24 septembre 1943)
- Rossbach (24 septembre – 9 octobre 1943)
- Borkum (18 décembre 1943 – 3 janvier 1944)
- Borkum 2 (3-13 janvier 1944)
- Rügen (13-19 janvier 1944)